# 上古八大姓
上古八大姓（じょうこはちだいせい）とは、上古中国の主要な8つの姓で、姜・姫・姚・嬴・姒・妘・嬀・姞の8つを指す。中国における姓は母系制に起源を有し、同一姓は同一の母系的血縁集団であることを示している。

## 起源
- 姜：三皇五帝の一、神農（炎帝）が起源。
- 姫・姞：五帝の一、黄帝（軒轅）が起源。
- 姚・嬀：五帝の一、舜が起源。
- 姒：五帝の一、禹が起源。
- 妘：五帝の一、嚳（高辛氏）が起源[2][3]。
- 嬴：五帝の一、少昊が起源。

## 国姓としての周代諸侯国
- 姜：姜斉・鄣
- 姫：周・晋・燕・曹・衛・蔡・呉・韓・邢・沈・中山・滕・唐・栄・単・頼・蔣
- 嬀：陳・田斉・遂
- 嬴：秦・趙・徐
- 姒：越・杞・譚

## 主な分流氏族
- 姜 - 呂氏・斉氏・許氏・謝氏・紀氏・邱氏・盧氏・方氏・章氏・高氏
- 姫・姞 - 周氏・魯氏・管氏・蔡氏・霍氏・曹氏・衛氏・滕氏・畢氏・原氏・毛氏・雍氏・応氏・韓氏・唐氏・凡氏・蔣氏・邢氏・茅氏・祭氏・鄭氏・劉氏・魏氏
- 姚・嬀 - 陳氏・田氏・孫氏・胡氏・袁氏・陸氏・王氏・車氏・薛氏・夏氏
- 姒 - 題氏・夏氏・顧氏・扈氏・譚氏・夏侯氏・鮑氏・曽氏・卜氏・婁氏
- 妘 - 己氏・董氏・彭氏・曹氏・斟氏・羋氏
- 嬴 - 廉氏・徐氏・江氏・秦氏・趙氏・黄氏・梁氏・馬氏・葛氏・谷氏・繆氏・鍾氏・費氏・瞿氏